# Opsarius koratensis
Opsarius koratensis är en fiskart som först beskrevs av Smith, 1931.  Opsarius koratensis ingår i släktet Opsarius och familjen karpfiskar. IUCN kategoriserar arten globalt som livskraftig. Inga underarter finns listade i Catalogue of Life.